# Ровное (Саратовская область)
Ро́вное — посёлок городского типа в Саратовской области России, административный центр Ровенского района. Основан как немецкая колония Зельман в 1767 году. Население — 4550 (2021).

## Название
Колония имела два немецких названия: Зельман по фамилии первого старосты и Кройцнах (нем. Kreuznach), данное вызывателем. Официальное русское название — Ровная.

## История
Манифестами императрицы Екатерины II в 1762 и 1763 годах призывались из Европы все желающие переселяться в Россию на Волгу.
Колония основана 15 июля 1767 года. Основатели — 89 семей из Майнца, Эльзаса, Франции, Изенбурга и Люксембурга. Вызывательская колония Леруа и Питета. 
В 1774 году разграблена пугачевцами и разорена киргиз-кайсаками.
В 1851 году колония Зельман и другие прилегающие колонии в составе Новоузенского уезда были переданы из Саратовской губернии в новообразованную Самарскую губернию, где была создана Ровенская волость.
В 1871 году открыто земское училище, в 1903 году — учительская семинария, в начале XX века имелись женская прогимназия, частная школа.
С 20 по 24 октября 1918 года в селе проходил II-й съезд советов немецких колоний Поволжья, на котором было провозглашено образование Автономной области немцев Поволжья.
В 1918 году село становится центром Ровенского уезда вновь образованной Трудовой коммуны Немцев Поволжья, с 1922 года — центр Ровенского (с 1927 года — Зельманского) кантона АССР немцев Поволжья.
В голод 1921 года в селе родилось 356, умерли 911 человек. В марте-апреле 1921 года — центр антибольшевистского крестьянского восстания. Существует картина Я.Я. Вебера «Под лёд» о событиях Гражданской войны в этих местах. 
В 1928 году селу официально возвращено первоначальное название Зельман, утраченное с началом Первой мировой войны в связи с дискриминационными мерами, проводившимися в отношении немецкого населения. В годы коллективизации организованы колхозы № 1, 17 Всесоюзной партконференции, «Спартак»
В сентябре 1941 года немецкое население было депортировано. Село, как и другие населённые пункты Зельманского кантона, было включено в состав Саратовской области. Указом Президиума Верховного Совета РСФСР от 19 мая 1942 года Зельманский район переименован в Ровенский, а село Зельман снова стало называться село Ровное.
Статус посёлка городского типа — с 1972 года.

## Физико-географическая характеристика
Село находится в Низком Заволжье, относящемся к Восточно-Европейской равнине, на восточном берегу Волгоградского водохранилища. Высота центра населённого пункта — 21 метр над уровнем моря. Ландшафт местности суббореальный умеренно континентальный, сухостепной, аллювиальный аккумулятивный. Для данного типа ландшафта характерны плоские и пологоволнистые равнины, иногда с дюнами (высокие террасы), с балками, сельскохозяйственными землями и редкими участками дубовых и мелколиственных лесов. Почвы — каштановые.
По автомобильным дорогам расстояние до областного центра города Саратова составляет 100 км. У посёлка проходит региональная автодорога Р226 ("Самара - Пугачёв - Энгельс - Волгоград")
Климат
Климат умеренный континентальный (согласно классификации климатов Кёппена — Dfa). Многолетняя норма осадков — 389 мм. Наибольшее количество осадков выпадает в июле — 42 мм, наименьшее в марте — 21 мм. Среднегодовая температура положительная и составляет + 7,0 °С, средняя температура самого холодного месяца января −9,6 °С, самого жаркого месяца июля +23,1 °С.
Часовой пояс
Ровное, как и вся Саратовская область, находится в часовой зоне МСК+1. Смещение применяемого времени относительно UTC составляет +4:00.

## Население
Динамика численности населения
| 1767 | 1773 | 1788 | 1798 | 1816 | 1834 | 1850 | 1859 | 1889 | 1897 | 1905 | 1910 | 1920 | 1922 | 1923 | 1926 |
| ---- | ---- | ---- | ---- | ---- | ---- | ---- | ---- | ---- | ---- | ---- | ---- | ---- | ---- | ---- | ---- |
| 257  | 280  | 208  | 310  | 540  | 1018 | 1650 | 2080 | 4945 | 6816 | 6930 | 7508 | 8412 | 6279 | 6106 | 6218 |

| 1939  | 1959  | 1979  | 1989  | 2002  | 2009  | 2010  | 2011  | 2012  |
| ----- | ----- | ----- | ----- | ----- | ----- | ----- | ----- | ----- |
| 7363  | ↘4431 | ↗4448 | ↗5559 | ↘5267 | ↗5270 | ↘4538 | ↗4565 | ↘4505 |
| 2013  | 2014  | 2015  | 2016  | 2017  | 2018  | 2019  | 2020  | 2021  |
| ↘4482 | ↘4454 | ↗4463 | ↗4483 | ↘4439 | ↘4414 | ↘4361 | ↘4305 | ↗4550 |

## Культура
- Дом культуры;
- Детская школа искусств;
- Библиотека;
- Краеведческий музей;
- Районный дом творчества.

## Спорт
- Физкультурно-оздоровительный комплекс «Старт»

Комплекс представляет собой здание общей площадью 2129,8 м², состоящее из двух функциональных зон, связанных между собой. В первой располагается спортивный зал с трибунами для зрителей на 200 мест, предназначенный для занятий волейболом, мини-футболом, гандболом, теннисом и другими видами спорта. Вторая зона размещена в двух уровнях. На первом расположены вестибюль и гардероб, кабинет врача, тренажерные залы, комнаты настольных игр и бильярдная. На втором уровне имеются зал для занятий борьбой. Также на территории комплекса расположены футбольное поле с беговыми дорожками и трибунами на 400 мест, хоккейная коробка и спортивные площадки.

## Достопримечательности
- В посёлке сохранился бывший дом графа Воронцова (в настоящее время в нём расположена районная администрация);
- Католическая кладбищенская часовня в стиле кирпичной готики;
- Постройки немецких колонистов;
- У Дома культуры установлен бюст М. И. Калинину;
- Во дворе краеведческого музея установлен бюст И. В. Сталину;
- В центральном парке установлен памятник В. И. Ленину;
- Мемориальный комплекс «Молчащий колокол» и Вечный огонь;
- В парке на ул. Карла Маркса братская могила и памятник Героям Гражданской войны;
- Памятник «Арбузу»;
- Мемориальный комплекс «Черный тюльпан» у здания военкомата, посвящённый участникам локальных войн.